# Eustaquio Nieto y Martín
Eustaquio Nieto y Martín (Zamora, 12 marzo 1866 – Estriégana, 27 luglio 1936) è stato un vescovo cattolico spagnolo. È uno dei tredici vescovi uccisi nella zona repubblicana durante la guerra civile spagnola, vittima della persecuzione religiosa.

## Biografia
Monsignor Eustaquio Nieto y Martín nacque a Zamora il 12 marzo 1866.

### Formazione e ministero sacerdotale
Iniziò gli studi nel seminario di Zamora e nel 1891 si trasferì a Toledo, dove conseguì la laurea e il dottorato di ricerca.
Il 23 maggio 1891 fu ordinato presbitero per la diocesi di Madrid ad Arévalo. Fu coadiutore a Santa Isabel, Madrid, economo a Santa María la Mayor e poi ad Alcalá de Henares e parroco di La Concepción, presso Madrid.

### Ministero episcopale
Il 22 agosto 1916 papa Benedetto XV lo nominò vescovo di Sigüenza. Ricevette l'ordinazione episcopale il 27 dicembre successivo dal vescovo di Madrid José María Salvador y Barrera, co-consacranti il vescovo di Salamanca Julián de Diego y García Alcolea e quello di Almería Vicente Casanova y Marzol. Prese possesso della diocesi il 31 marzo successivo.
Nel 1923 venne nominato senatore dall'arcidiocesi di Toledo.
Quando ebbe luogo la rivolta militare che diede inizio alla guerra civile si rifiutò di lasciare la sua diocesi. Dopo la partenza delle guardie civili di stanza a Guadalajara perché chiamate dal governatore civile, la città rimase in una calma tesa. Il capoluogo di provincia si rivoltò il 21 luglio. Il giorno dopo una colonna da Madrid guidata dal colonnello Ildefonso Puigdengolas e militanti anarchici guidati da Cipriano Mera, presero la città. Il 24 luglio, un gruppo avanzato composto da milizie anarchiche sotto la guida di Mera si stabilì in città. Il giorno dopo Sigüenza venne occupata dalle milizie anarchiche, ugetiste e del Partito Operaio di Unificazione Marxista. Quel giorno, elementi del Partito Operaio di Unificazione Marxista, della Confederación Nacional del Trabajo e della Federazione anarchica iberica occuparono il palazzo episcopale, arrestarono il vescovo e lo sottoposero a un processo pubblico, al termine del quale venne rilasciato. Tuttavia, all'alba del 26 luglio, fu arrestato con la scusa di trasferirlo a Madrid. Gettato fuori quando l'auto che lo trasportava era ancora in movimento, venne fucilato e il suo cadavere bruciato. Venne trovato giorni dopo dalle truppe franchiste che riconobbero il suo corpo grazie al rosario e alla croce pettorale che ancora portava. Le sue spoglie furono sepolte nell'eremo di San Rocco ad Alcolea del Pinar il 5 agosto. Nel 1946 vennero traslate nella cattedrale di Sigüenza.

## Genealogia episcopale
La genealogia episcopale è:
- Cardinale Scipione Rebiba
- Cardinale Giulio Antonio Santori
- Cardinale Girolamo Bernerio, O.P.
- Arcivescovo Galeazzo Sanvitale
- Cardinale Ludovico Ludovisi
- Cardinale Luigi Caetani
- Cardinale Ulderico Carpegna
- Cardinale Paluzzo Paluzzi Altieri degli Albertoni
- Papa Benedetto XIII
- Papa Benedetto XIV
- Papa Clemente XIII
- Cardinale Bernardino Giraud
- Cardinale Alessandro Mattei
- Cardinale Pietro Francesco Galleffi
- Cardinale Giacomo Filippo Fransoni
- Cardinale Carlo Sacconi
- Cardinale Edward Henry Howard
- Cardinale Mariano Rampolla del Tindaro
- Arcivescovo Aristide Rinaldini
- Vescovo José María Salvador y Barrera
- Vescovo Eustaquio Nieto y Martín